# Myospila gagnei
Myospila gagnei är en tvåvingeart som först beskrevs av Zielke 1971.  Myospila gagnei ingår i släktet Myospila och familjen husflugor.
Artens utbredningsområde är Uganda. Inga underarter finns listade i Catalogue of Life.